# Liriomyza puella
Liriomyza puella är en tvåvingeart som först beskrevs av Johann Wilhelm Meigen 1830.  Liriomyza puella ingår i släktet Liriomyza och familjen minerarflugor. Arten har ej påträffats i Sverige. Inga underarter finns listade i Catalogue of Life.